# Omphacodes directa
Omphacodes directa là một loài bướm đêm trong họ Geometridae.